# Aranykalitka (televíziós sorozat)
Az Aranykalitka (eredeti cím: Camdaki Kiz) 2021 és 2023 között vetített török televíziós sorozat.
Törökországban 2021. április 8. és 2023. június 15. között sugározta a Kanal D, Magyarországon 2024. január 23-a és 2025. január 28. között sugározta az RTL.

## Cselekmény
A történet Nalanról (Burcu Biricik) egy fiatal, szép és ártatlan lányról szól, aki építészként dolgozik egy nagy szállodában. Édesanyja, Feride (Nur Sürer) egy konzervatív és megszállott öregasszony: ő ellenőrzi Nalan minden lépését, ő dönti el, hogy a lánya mit visel, és hogy kivel találkozik. Nalan azonban nem tudja a titkot, miszerint Feride valójában a nagyanyja! Az anyja, Sema, tinédzser volt, amikor világra hozta Nalant, és meg is halt a szülés közben, Feride pedig soha nem bocsátotta meg az unokájának, hogy „megölte” a lányát, ezért bánik vele olyan szigorúan.
A sorozat másik szálán pedig ott van Sedat (Feyyaz Şerifoğlu), a fiatal és jóképű férfi, a Koroğlu szálloda örököse. A családi kúriában él, ahol apja, Rafet (Tamer Levent) a família minden tagján rajta tartja a szemét Tako (Hamza Yazıcı) segítségével, aki a házi személyzet egyik tagja, és aki kémkedik a család után, hogy jelentse, ha valaki megszegi Rafet szabályait. Rafet azt akarja, hogy Sedat vegyen feleségül egy csinos lányt, hogy elfelejtse méltatlan viszonyát Canával (Hande Ataizi), egy férjes, kétgyermekes anyával. Sedat nővére, Selen (Selma Ergeç) lép közbe, és elmondja a szüleinek, hogy megismerkedett egy kedves lánnyal, Nalannal, aki tökéletes lenne Sedatnak. Miután találkoznak egy vacsorára, Sedat elviszi Nalant a saját lakásába, ahol a lány női kozmetikumokat lát a fürdőszobában, és rábukkan egy titkos szobára, ami azt sugallja neki, hogy a férfi egyáltalán nem az, akinek gondolja…
A sorozat igaz történet alapján készült, Gülseren Budayıcıoğlu regénye nyomán.

## Szereplők
| Szereplő                | Színész           | Magyar hang            |
| ----------------------- | ----------------- | ---------------------- |
| Nalan İpekoğlu          | Burcu Biricik     | Dobó Enikő             |
| Sedat Koroğlu           | Feyyaz Şerifoğlu  | Pásztor Tibor          |
| Hayri Ersoy             | Cihangir Ceyhan   | Barabás Kiss Zoltán    |
| Muzaffer Koroğlu (Muzo) | Enis Arıkan       | Horváth-Töreki Gergely |
| Rafet Koroğlu           | Tamer Levent      | Petridisz Hrisztosz    |
| Gülcihan Koroğlu        | Devrim Yakut      | Udvarias Anna          |
| Feride İpekoğlu         | Nur Sürer         | Makay Andrea           |
| Adil İpekoğlu           | Şerif Erol        | Szabó Endre            |
| Selen Koroğlu           | Selma Ergeç       | Erdős Borcsa           |
| Levent                  | Tuğrul Tülek      | Rada Bálint            |
| Cana Yalçın             | Hande Ataizi      | Bálizs Anett           |
| Alp Yalçın              | Tolga Çiklaçiftçi | Juhász Zoltán          |
| Billur                  | Merve Polat       | Csifó Dorina           |
| Hafize (Hafis)          | Nihal Menzil      | Téglás Judit           |
| Döndü                   | Feri Baycu Güler  | F. Nagy Eszter         |
| Tacettin (Tako)         | Hamza Yazıcı      | Szokol Péter           |
| Cavit                   | Engin Şenkan      | Barbinek Péter         |
| Gülizar                 | Şenay Kösem       | Czirják Csilla         |
| Selim                   | Orhan Eşkin       | Bordás János           |
| Meliha/Melisa Demir     | Yüsra Geyik       | Sallai Nóra            |
| Neriman                 |                   | Halász Aranka          |
| Efe                     | Kaan Alp Dayi     | Rostás Ábel            |
| Deniz                   |                   | Clemann Sánta Zoé      |
| Kamasz Nalan            | Işıltı Su Alyanak | Hegedűs Johanna        |
| Dervis                  |                   | Kertész Péter          |
| Pera                    | Leyla Feray       | Pánics Lilla           |
| Pervin                  |                   | Kiss Erika             |
| Szálka                  |                   | Bergendi Áron          |
| Melih                   |                   | Orosz Gergely          |
| Kaan                    |                   | Albert Gábor           |
| Leyla                   |                   | Molnár Gyöngyi         |
| Emir Baran              | Cemal Hünal       | Megyeri János          |
| Metin                   |                   | Bácskai János          |
| Türkan                  |                   | Tamási Nikolett        |
| Nazife                  |                   | Menszátor Magdolna     |
| Ismail                  |                   | Sótonyi Gábor          |
| Murat                   |                   | Potocsny Andor         |
| Láz Csajszi             |                   | Nemes Takách Kata      |
| Sude                    |                   | Farkas Fanni           |
| Fogadós                 |                   | Csuha Lajos            |

## Magyar stáb
- Magyar szöveg: Dr.  Halász Blanka, Pozsgai Rita
- Hangmérnök: Nikodém Norbert
- Vágó: Oláh Péter, Galgóczi Adrián
- Gyártásvezető: Balog Gábor
- Szinkronrendező: Balog Mihály
- Produkciós vezető: Balog Gábor

A szinkront az RTL Magyarország megbízásából a MangaFan és a Balog Mix Stúdió készítette.

## Évados áttekintés
| Évad | Évad | Epizódok száma | Epizódok száma | Eredeti sugárzás     | Eredeti sugárzás | Eredeti adó         | Magyar sugárzás     | Magyar sugárzás  | Magyar adó |
| Évad | Évad | Török          | Magyar         | Évadpremier          | Évadfinálé       | Eredeti adó         | Évadpremier         | Évadfinálé       | Magyar adó |
| ---- | ---- | -------------- | -------------- | -------------------- | ---------------- | ------------------- | ------------------- | ---------------- | ---------- |
|      | 1.   | 9              | 30             | 2021. április 8.     | 2021. június 10. |                     | 2024. január 23.    | 2024. március 4. |            |
|      | 2.   | 38             | 120            | 2021. szeptember 9.  | 2022. június 16. | 2024. március 5.    | 2024. augusztus 28. |                  |            |
|      | 3.   | 35             | 103            | 2022. szeptember 15. | 2023. június 15. | 2024. augusztus 29. | 2025. január 28.    |                  |            |

## Gyártás
A sorozatot Isztambulban forgatták.

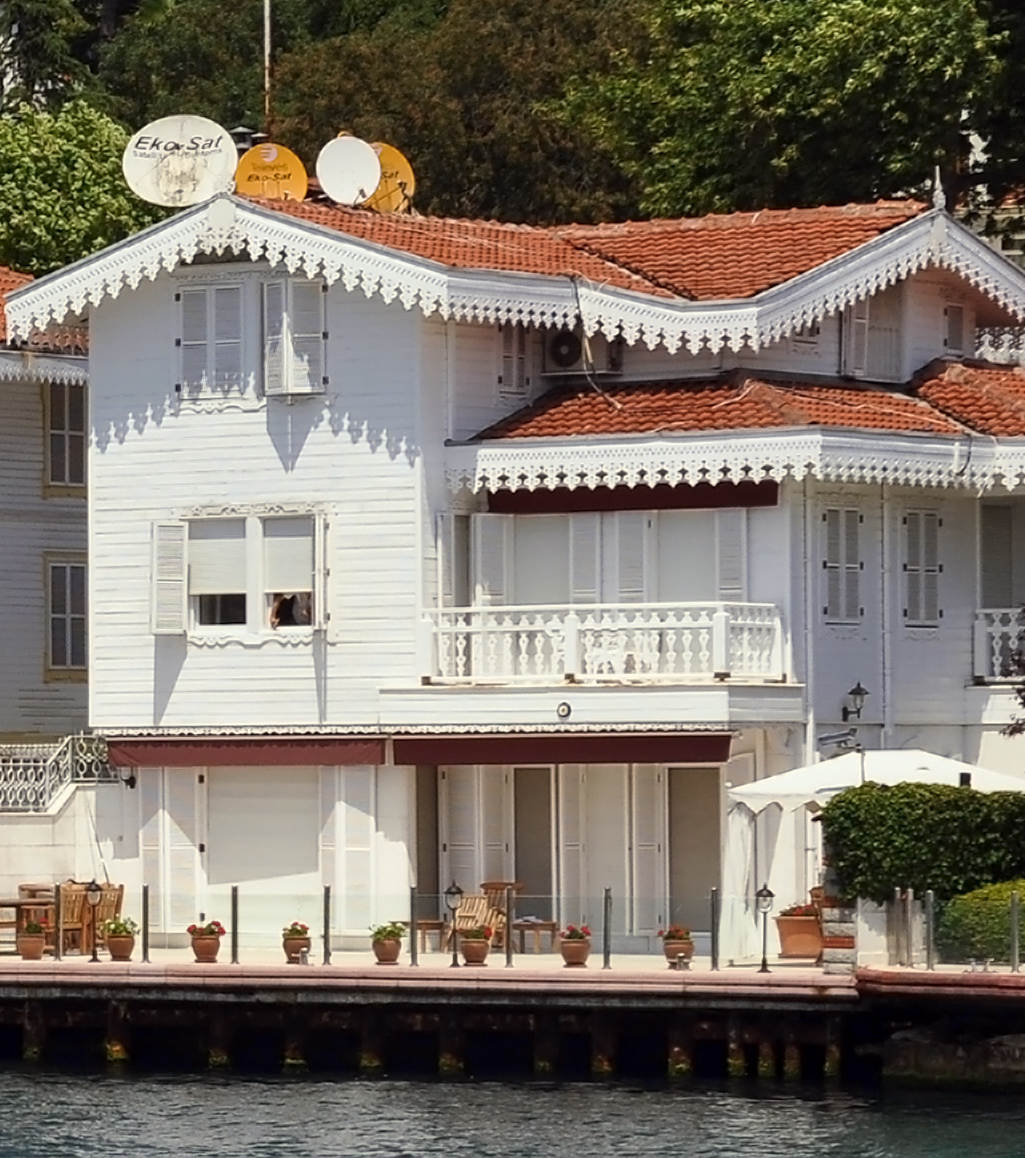
Elviekben itt játszódik a sorozat.

Az Esra Umur villa, ahol Nalan és családja lakik, Beykoz Kanlıca kerületében található.  A Koroğlu család lakhelyének otthont adó villa 1850-ben épült.
A sorozatot öt díjra jelölték a 47. Golden Butterfly Awards-on, és elnyerte a legjobb tévésorozat díjat.